# Thomas M. Browne
Thomas McLelland Browne, född 19 april 1829 i New Paris, Ohio, död 17 juli 1891 i Winchester, Indiana, var en amerikansk republikansk politiker. Han var ledamot av USA:s representanthus från Indiana 1877-1891.
Browne studerade juridik och inledde 1849 sin karriär som advokat i Winchester, Indiana. Han arbetade sedan som åklagare åren före amerikanska inbördeskriget. Han tjänstgjorde som överstelöjtnant i kriget och befordrades den 10 oktober 1865 till överste. Han arbetade som federal åklagare 1869-1872.
Browne förlorade guvernörsvalet i Indiana 1872 mot demokraten Thomas A. Hendricks.
Browne blev invald i representanthuset i kongressvalet 1876. Han omvaldes sex gånger och efterträddes i mars 1891 som kongressledamot av Henry U. Johnson. Browne avled senare samma år och gravsattes på Fountain Park Cemetery i Winchester.